# Алёшкина, Татьяна Васильевна
Татьяна Васильевна Алёшкина (Жарикова; род. 22 июня 1953, Масловка, Тамбовская область) — член Союза писателей СССР, член Союза журналистов РФ, Заслуженный работник культуры Российской Федерации (2007).

## Биография
Родилась 22 июня 1953 года в деревне Масловка на Тамбовщине. В 1970 году окончила школу, а в 1972 году — радиотехническое училище в Тамбове. Работала монтажницей радиоаппаратуры на заводе «Электроприбор». В 1984—1990 годах училась в Литературном институте им. А. М. Горького — семинар прозы Александра Рекемчука и Фёдора Колунцева. Получила специальность «литературный работник».
В студенческие годы рассказы Татьяны Жариковой печатались в журнале «Сельская молодёжь» (1986), в альманахе «Истоки» (1987), в газетах «Труд» (1987), «Сельская жизнь» (1985), «Ветеран» (1989), а в издательстве «Молодая гвардия» увидела свет первая книга «Провинциалка» (1988), в которую вошли повесть и рассказы. В 1990 году Т. В. Жарикову приняли в Союз писателей СССР.
Начала свою трудовую деятельность в области культуры в 1987 году в журнале рабочей молодёжи «Смена». В 1989 году стала редактором нового издательства «Глагол», а затем — главным редактором этого издательства. Татьяна Васильевна подготовила к изданию известный труд о быте и нравах русского народа этнографа Сергея Максимова «Нечистая, неведомая и крестная сила» и написала предисловие к нему. При её активном и непосредственном участии было подготовлено и выпущено несколько многотомных собраний сочинений классиков мировой литературы. В частности, в издательстве «Голос» — «История России с древнейших времен» С. М. Соловьёва (в 18 т.); собрания сочинений Бальзака (в 28 т.), Эмиля Золя (в 22 т.), Стендаля (в 18 т.), Марка Твена (в 8 т.), Монтеня (в 3 т.), Ю. Бондарева (в 8 т.), В. Пикуля (в 28 т.), П. Проскурина (в 3 т.), Вл. Солоухина (в 3 т.) и других. Особо стоит отметить активное участие Т. В. Алёшкиной в подготовке и выпуске по поручению Правительства РФ полного академического собрания сочинений Сергея Есенина в 7 тт. (9 кн.) к столетию поэта; четырёхтомной «Истории русской армии» А. А. Керсновского, по которой сейчас изучают историю русской армии курсанты всех военных училищ России; знаменитой серии «Москва в улицах и лицах» Льва Колодного, а также в подготовке к изданию великого романа Леонида Леонова «Пирамида» в 2-х книгах.
За книги, которые увидели свет по инициативе и при непосредственном участии Т. В. Алешкиной, издательство «Голос-Пресс» многократно получало дипломы за лучшую книгу года от различных государственных и общественных организаций. За трилогию «Год великого перелома» автор Василий Белов получил Государственную премию России 2005 года. При активном участии Т. В. Алешкиной были подготовлены и изданы книги Льва Колодного о жизни и деятельности знаменитых художников современности Ильи Глазунова и Зураба Церетели. Мемуары таких известных людей, как Владимир Ресин «Москва в лесах». А за серию воспоминаний «Мемуары выдающихся полководцев Великой Отечественной» Т. В. Алешкина награждена дипломом конкурса мэрии Москвы к 60-летию Победы.
В 2009 году по собственной инициативе и на свои средства зарегистрировала ООО «Наша молодёжь», возглавила одноимённое издательство и стала выпускать Общероссийский молодёжный журнал «Наша молодёжь». Основная задача журнала — поддержка талантливых молодых людей во всех сферах их деятельности. Выходит два раза в месяц. Государством не финансируется. В разные годы журнал трижды становился победителем конкурса студенческих и молодёжных СМИ «Москва молодёжная» в номинации «Лучший молодёжный журнал», в 2016 году получил Золотую медаль победителя конкурса «Патриот России» в номинации Лучший молодёжный журнал, а материалы Татьяны Алешкиной дважды побеждали в этом конкурсе в различных номинациях.
В 2010 году Алешкина зарегистрировала в Министерстве юстиции Российской Федерации Гуманитарный Фонд информационной поддержки государственной молодёжной политики «Наша молодёжь» и стала его президентом. Фонд успешно осуществил несколько общероссийских проектов.
В 2012 году ООО «Наша молодёжь» учредило Общероссийский молодёжный телеканал «ОРТ Молодёжный», а в 2013 году — киностудию «Наша молодёжь».

### Семья
Замужем за П. Ф. Алешкиным с 1978 года. Живёт в Москве.

## Общественная позиция
В 2022 году подписала письмо в поддержку российского военного вторжения на Украину.

## Творчество
В 2001—2003 годах Татьяна Жарикова опубликовала в издательствах «Мир книги», «Голос-Пресс» и «Центрполиграф» пять книг в серии «Ах, какая женщина!» В 2003 году издательство «Голос-Пресс» выпустило сборник её повестей и рассказов «Прозрение», а в 2008 году в серии «Библиотека современной православной семьи» три публицистических книги: «Двенадцать великих праздников», «Жизнь Пресвятой Богородицы», «Православные церкви Москвы».
С 2003 года Татьяна Алешкина в издательстве «Голос-Пресс» работает над книгами серии «Культурное наследие народов России», в которой она подготовила и выпустила книги, рассказывающие и показывающие выдающиеся достижения в области культуры с древнейших времен народов России. За одиннадцать лет ею издано больше 20 книг: «Аварцы», «Адыгейцы», «Коми-пермяки», «Кабардинцы и балкарцы», «Черкесы», «Чуваши», «Алтайцы», «Карачаевцы», «Даргинцы», «Лакцы», «Карелы», «Ингуши», «Лезгины», «Тувинцы», «Кумыки», «Марийцы», «Мордва», «Ногайцы», «Хакасы» и др.
В 2005 году Татьяна Жарикова вступила в литературное объединение писателей-реалистов «Группа 17», в составе которой выступала, пропагандируя современную реалистическую русскую литературу, во Франкфурте-на-Майне, в Мюнхене, в Париже, в Женеве, в Пекине и других городах мира. О деятельности писателей-реалистов из «Группы 17» она выпустила книгу «Группа 17. Русские писатели-реалисты начала XXI века.» (М.: Голос-Пресс, 2005).
В 2011 году в издательстве «Наша молодёжь» увидела свет её книга «Заявки (синопсисы) на киносценарии художественных фильмов и телевизионных сериалов».
К 200-летию Ф. М. Достоевского выпустила две книги «Путь на эшафот» (2020) и «Добрый ангел Достоевского» (2021).
К 200-летию Д. В. Григоровича книгу «Дмитрий Григорович» (2022).
Повести и рассказы Татьяны Жариковой печатались в журналах «Наш современник», «Москва», «Молодая гвардия», «Наша молодёжь» и др., газетах «Литературная газета», «Литературная Россия», «Сельская жизнь», «Ветеран» и др.
Произведения Татьяны Жариковой переведены на несколько языков народов мира: китайский, португальский, немецкий, арабский.

## Награды
- диплом «Золотое перо Московии» (1999)
- литературная премия имени Льва Толстого (2006)
- Заслуженный работник культуры Российской Федерации (2007)[6]
- звание «Ветеран труда» (2008)
- Почётная грамота Федерального агентства по печати и массовым коммуникациям (2013)
- юбилейная медаль «К 100-летию М. А. Шолохова»
- юбилейная медаль «К 200-летию Ф. И. Тютчева»
- юбилейная медаль «50-летие Московской городской организации Союза писателей России»
- медаль «Стежи дух мирен, и тысячи вокруг тебя спасутся»
- памятная медаль в честь 100-летия прославления в лике святых Серафима Саровского чудотворца
- награждена дипломом литературно-общественной премии Московской городской организации Союза писателей России «Светить всегда» и орденом «В. В. Маяковский» (2014)
- Благодарность Президента Российской Федерации Владимира Путина (распоряжение от 16.12.2015 г. № 409-рп «О поощрении»)(2015)[7]
- Почетный знак «Наставник молодёжи» (2018)
- Почётная грамота Федерального агентства по печати и массовым коммуникациям (2019)
- Почетная грамота Государственной Думы Федерального собрания РФ (2019)
- Диплом имени И. А. Бунина «За верность отечественной литературе» с вручением медали «И. А. Бунин (1870—1953)» «За верное служение русской литературе» (2019)
- Лауреат конкурса «Преодоление» в номинации «Жизнь задыхается без цели» к 200-летию Ф. М. Достоевского (2021).
- Медаль ордена «За заслуги перед Отечеством» II степени (2023) — за заслуги в развитии средств массовой информации и многолетнюю добросовестную работу[8]